# X2
|  | X2 er også en forkortelse for X-Men 2 |
X2 er en modemstandard til transmission af data via telefonnettet med en hastighed på op til 56 kilobit i sekundet. Den blev udviklet af U.S. Robotics.